# MercedesCup 2021
MercedesCup 2021 byl tenisový turnaj pořádaný jako součást mužského okruhu ATP Tour, který se odehrával na otevřených travnatých dvorcích tenisového oddílu Weissenhof v německém Stuttgartu. Konal se mezi 8. až 13. červnem 2021 jako čtyřicátý třetí ročník turnaje.
Turnaj s rozpočtem 618 735 eur patřil do kategorie ATP Tour 250. Nejvýše nasazeným hráčem ve dvouhře se stal čtrnáctý tenista světa Denis Shapovalov z Kanady. Jako poslední přímý účastník do hlavní singlové soutěže nastoupil 61. hráč žebříčku, Španěl Feliciano López.
Devatenáctý singlový titul na okruhu ATP Tour vybojoval 32letý Chorvat Marin Čilić, jenž se jako 47. hráč žebříčku stal nejníže postaveným šampionem turnaje od roku 2011. Deblovou soutěž ovládla brazilsko-mexická dvojice Marcelo Demoliner a Santiago González,jejíž členové získali po triumfu na Antalya Open 2018 druhou společnou trofej.

## Rozdělení bodů a finančních odměn

### Rozdělení bodů
| Soutěž  | vítězové | finalisté | semifinalisté | čtvrtfinalisté | 16 v kole | 32 v kole | Q  | Q2 | Q1 |
| ------- | -------- | --------- | ------------- | -------------- | --------- | --------- | -- | -- | -- |
| dvouhra | 250      | 150       | 90            | 45             | 20        | 0         | 12 | 6  | 0  |
| čtyřhra | 250      | 150       | 90            | 45             | 0         | —         | —  | —  | —  |

### Finanční odměny
| Soutěž                              | vítězové | finalisté | semifinalisté | čtvrtfinalisté | 16 v kole | 32 v kole | Q2      | Q1      |
| ----------------------------------- | -------- | --------- | ------------- | -------------- | --------- | --------- | ------- | ------- |
| dvouhra                             | 53 280 € | 38 200 €  | 27 195 €      | 18 130 €       | 11 660 €  | 7 010 €   | 3 425 € | 1 780 € |
| čtyřhra                             | 19 880 € | 14 240 €  | 9 390 €       | 6 090 €        | 3 580 €   | —         | —       | —       |
| částka ve čtyřhře je uvedena na pár |          |           |               |                |           |           |         |         |

## Dvouhra mužů

### Nasazení
| Stát                           | Hráč                  | ATP | Nasazení |
| ------------------------------ | --------------------- | --- | -------- |
| Kanada                         | Denis Shapovalov      | 14. | 1.       |
| Polsko                         | Hubert Hurkacz        | 17. | 2.       |
| Kanada                         | Félix Auger-Aliassime | 21. | 3.       |
| Austrálie                      | Alex de Minaur        | 22. | 4.       |
| Gruzie                         | Nikoloz Basilašvili   | 30. | 5.       |
| Francie                        | Ugo Humbert           | 31. | 6.       |
| Francie                        | Adrian Mannarino      | 36. | 7.       |
| Austrálie                      | John Millman          | 43. | 8.       |
| Žebříček ATP k 31. květnu 2021 |                       |     |          |

### Jiné formy účasti
Následující hráči obdrželi divokou kartu do hlavní soutěže:
- Dustin Brown
- Yannick Hanfmann
- Rudolf Molleker
- Jurij Rodionov
- Dominic Stricker

Následující hráči postoupili z kvalifikace:
- Radu Albot
- Altuğ Çelikbilek
- James Duckworth
- Peter Gojowczyk

Následující hráč postoupil z kvalifikace jako tzv. šťastný poražený:
- Ilja Ivaška

### Odhlášení
před zahájením turnaje
- Alexandr Bublik → nahradil jej  Alexei Popyrin
- Taylor Fritz → nahradil jej  Marin Čilić
- Cristian Garín → nahradil jej  Jordan Thompson
- Aslan Karacev → nahradil jej  Jérémy Chardy
- Reilly Opelka → nahradil jej  Lloyd Harris
- Benoît Paire → nahradil jej  Sam Querrey
- Milos Raonic → nahradil jej  Márton Fucsovics
- Jannik Sinner → nahradil jej  Dominik Koepfer
- Lorenzo Sonego → nahradil jej  Guido Pella
- Jan-Lennard Struff → nahradil jej  Feliciano López
- Stan Wawrinka → nahradil jej  Ilja Ivaška
- Alexander Zverev → nahradil jej  Gilles Simon

## Mužská čtyřhra

### Nasazení
| Stát                                                                                    | Hráč           | Stát     | Hráč           | ATP | Nasazení |
| --------------------------------------------------------------------------------------- | -------------- | -------- | -------------- | --- | -------- |
| Spojené království                                                                      | Jamie Murray   | Brazílie | Bruno Soares   | 33. | 1.       |
| Francie                                                                                 | Jérémy Chardy  | Francie  | Fabrice Martin | 58. | 2.       |
| Jižní Afrika                                                                            | Raven Klaasen  | Japonsko | Ben McLachlan  | 67. | 3.       |
| Nový Zéland                                                                             | Marcus Daniell | Rakousko | Philipp Oswald | 75. | 4.       |
| Žebříček ATP k 31. květnu 2021; číslo je součtem žebříčkového postavení obou členů páru |                |          |                |     |          |

### Jiné formy účasti
Následující páry obdržely divokou kartu do hlavní soutěže:
- Andre Begemann /  Dustin Brown
- Yannick Hanfmann /  Dominik Koepfer

Následující páry nastoupily z pozice náhradníka:
- Félix Auger-Aliassime /  Nicholas Monroe
- Nikoloz Basilašvili /  Divij Šaran
- Ariel Behar /  Gonzalo Escobar
- Marcelo Demoliner /  Santiago González
- Máximo González /  Andrés Molteni
- Hubert Hurkacz /  Łukasz Kubot
- Oliver Marach /  Ajsám Kúreší
- Frederik Nielsen /  Jean-Julien Rojer
- Luke Saville /  Jordan Thompson

### Odhlášení
před zahájením turnaje
- Rohan Bopanna /  Franko Škugor → nahradili je  Oliver Marach /  Ajsám Kúreší
- Alexandr Bublik /  Reilly Opelka → nahradili je  Ariel Behar /  Gonzalo Escobar
- Sander Gillé /  Joran Vliegen → nahradili je  Máximo González /  Andrés Molteni
- Wesley Koolhof /  Jean-Julien Rojer → nahradili je  Frederik Nielsen /  Jean-Julien Rojer
- Sebastian Korda /  Rajeev Ram → nahradili je  Marcelo Demoliner /  Santiago González
- Kevin Krawietz /  John Peers → nahradili je  Félix Auger-Aliassime /  Nicholas Monroe
- Łukasz Kubot /  Marcelo Melo → nahradili je  Hubert Hurkacz /  Łukasz Kubot
- Adrian Mannarino /  Benoît Paire → nahradili je  Nikoloz Basilašvili /  Divij Šaran
- Tim Pütz /  Michael Venus → nahradili je  Luke Saville /  Jordan Thompson

v průběhu turnaje
- Yannick Hanfmann /  Dominik Koepfer

## Přehled finále

### Mužská dvouhra
- Marin Čilić vs.  Félix Auger-Aliassime, 7–6(7–2), 6–3

### Mužská čtyřhra
- Marcelo Demoliner /  Santiago González vs.  Ariel Behar /  Gonzalo Escobar, 4–6, 6–3, [10–6]